# واحدهای داوطلب ارمنی

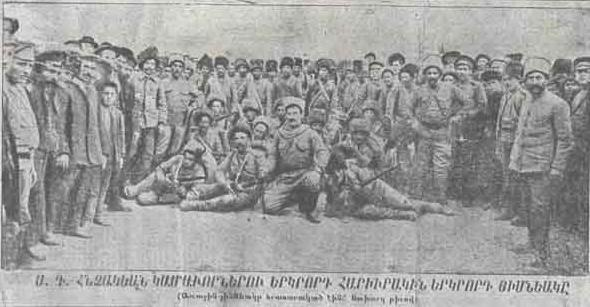
واحد داوطلب ارمنی در ۲۰ ژوئیه ۱۹۱۵

واحدهای داوطلب ارمنی در طی جنگ جهانی اول با هدف کمک به ارتش امپراتوری روسیه در جبهه قفقاز و آزاد سازی ارمنستان غربی از یوغ دولت عثمانی تشکیل شد. محافل اجتماعی ـ سیاسی ارمنی حتی قبل از آغاز جنگ، پیرو تصمیم مورخ ۲۳ ژوئیه ۱۹۱۴ میلادی دولت امپراتوری روسیه مبنی بر کمک به ارتش روس توسط نیروهای داوطلب ارمنی، و به امید اینکه با ایجاد گردان‌های مسلح ارمنی در کنار ارتش روسیه می‌توانند به آزادسازی ارمنستان غربی کمک کنند؛ وارد مذاکره با فرمانده کل قفقاز،
ورونتسف ـ داشکف شده بودند.

## شکل‌گیری واحدهای داوطلب ارمنی
دولت روسیه که به دنبال منافع خود در خاور نزدیک و ارمنستان غربی بود و از حمایت و اراده ملت ارمنی نسبت به روسیه و آزاد سازی ارمنستان غربی اطمینان داشت، در ماه سپتامبر سال ۱۹۱۴ میلادی اجازه تشکیل گردان‌های داوطلب ارمنی را با دادن وعده‌های مبهم و نامشخص در مورد خودمختاری آتی ارمنستان غربی صادر کرد. احزاب ملی ارمنی با باور کردن تضمین‌های دولت روسیه و با در نظر گرفتن منافع ارمنیان، فعالیت شدیدی در این خصوص آغاز کردند.
از مجموع ۲٬۰۵۴٬۰۰۰ هزار ارمنی ساکن در قلمرو روسیه، (منظور از قلمرو روسیه-ارمنستان شرقی، روسیه، گرجستان و آرتساخ) ۲۵۰٬۰۰۰ نفر سرباز به ارتش فراخوانده شده بودند. نمایندگان محافل روحانی و مدنی ارمنی با مشورت فرمانده کل قفقاز، هموطنان خود در قفقاز جنوبی و جوامع ارمنی‌نشین را تشویق و ترغیب می‌کردند که با هدف آزاد سازی ارمنستان غربی از یوغ عثمانی، ارتش‌های کشورهای تفاهم مثلث را نیز با نیروهای داوطلب خود تکمیل نمایند. به منظور ساماندهی گردان‌های داوطلب و تأمین سلاح و مهمات آنها، شورای نظامی تشکیل شده بود که نمایندگان خود را در بسیاری از مناطق ارمنی‌نشین امپراطوری روسیه فرستادند و اما شورای ملی ارمنی نیز شعبات خود را در مسکو، سن پترزبورگ، نخجوان جدید، ماریوپول، باکو و … دایر کرد. کمیته‌های ارمنی مسکو، سن پترزبورگ، باکو، تفلیس و نیویورک، پاریس و لندن کمک مالی قابل توجهی به جنبش نیروهای داوطلب ارمنی نمودند و دولت روسیه نیز با سلاح و لباس و ملزومات نظامی کمک نمود.
در وهله اول چهار گردان داوطلب تشکیل شد. فرماندهان آنها، آندرانیک (گردان یکم)، دراستامات کانایان (گردان دوم)، هامازاسپ سروانزدیان (گردان سوم) و آرشاک گافاویان (گردان چهارم) تعیین شدند. بعدها گردان‌های پنجم به فرماندهی (آ. جان پولادیان)، ششم و هفتم نیز تشکیل شدند. در پایان سال ۱۹۱۵ تعداد کل نیروهای داوطلب به حدود ۱۰۰۰۰ نفر رسید. فرمانده گردان ششم (گریگور آوشاریان) بود که پس از کشته شدن وی (ژانویه ۱۹۱۵)، هایک بژشکیان جانشین وی شد. گردان هفتم در پاییز ۱۹۱۵ به فرماندهی (هوسپ آرغوتیان) تشکیل شد.

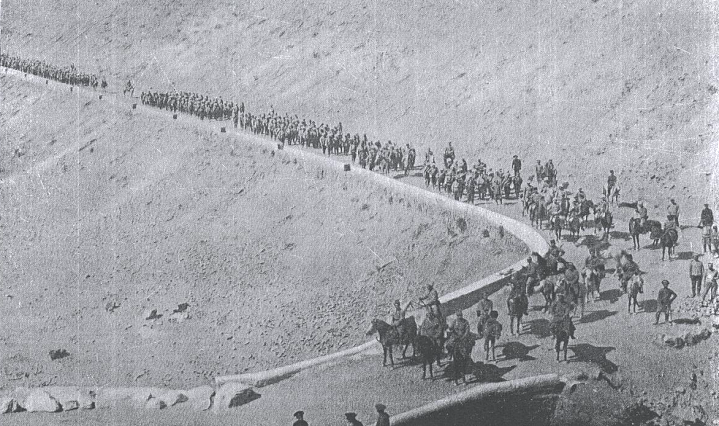
گردان یکم واحد داوطلب ارمنی تحت فرماندهی آندرانیک اوزانیان
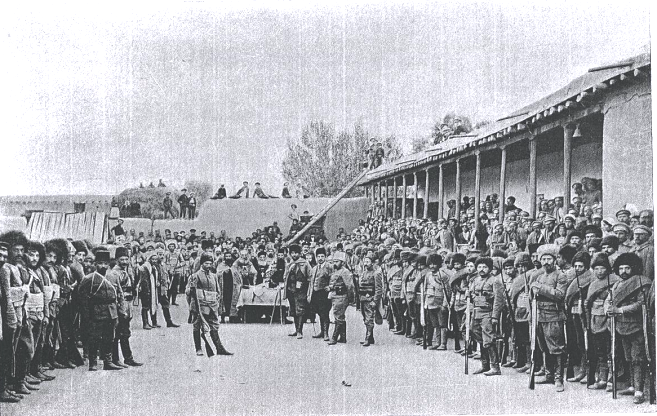
گردان دوم واحد داوطلب ارمنی تحت فرماندهی دراستامات کانایان و آرمن گارو
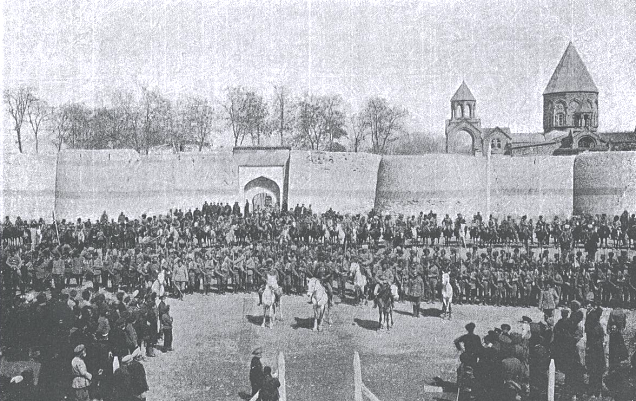
گردان سوم واحد داوطلب ارمنی تحت فرماندهی هامازاسپ
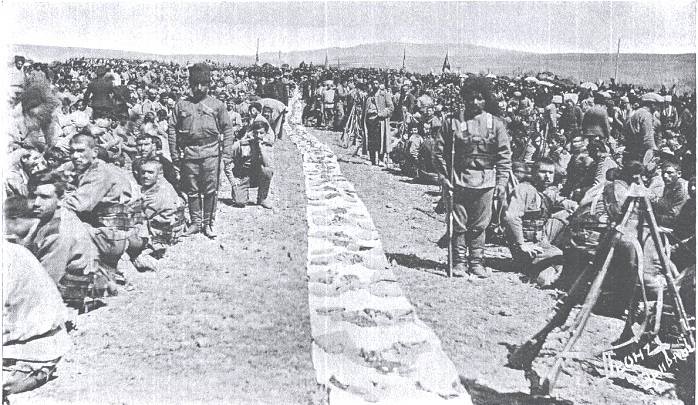
گردان چهارم واحد داوطلب ارمنی تحت فرماندهی آرشاک گافاویان

آندرانیک اوزانیان فرمانده گردان یکم واحد داوطلب ارمنی
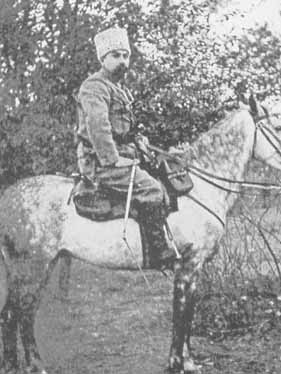
دراستامات کانایان فرمانده گردان دوم واحد داوطلب ارمنی
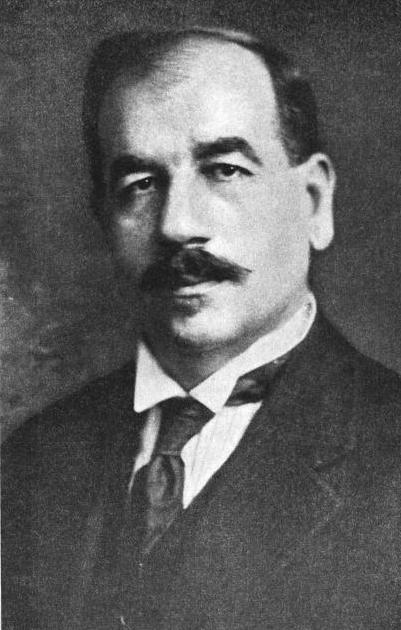
آرمن گارو فرمانده گردان دوم واحد داوطلب ارمنی
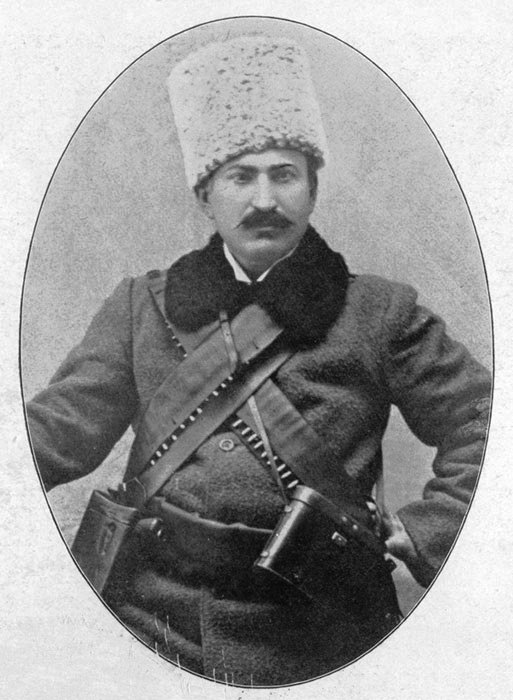
هامازاسپ فرمانده گردان سوم واحد داوطلب ارمنی
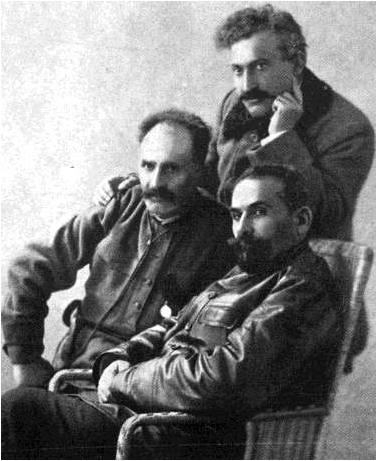
آرشاک گافاویان فرمانده گردان چهارم واحد داوطلب ارمنی (نشسته از راست)
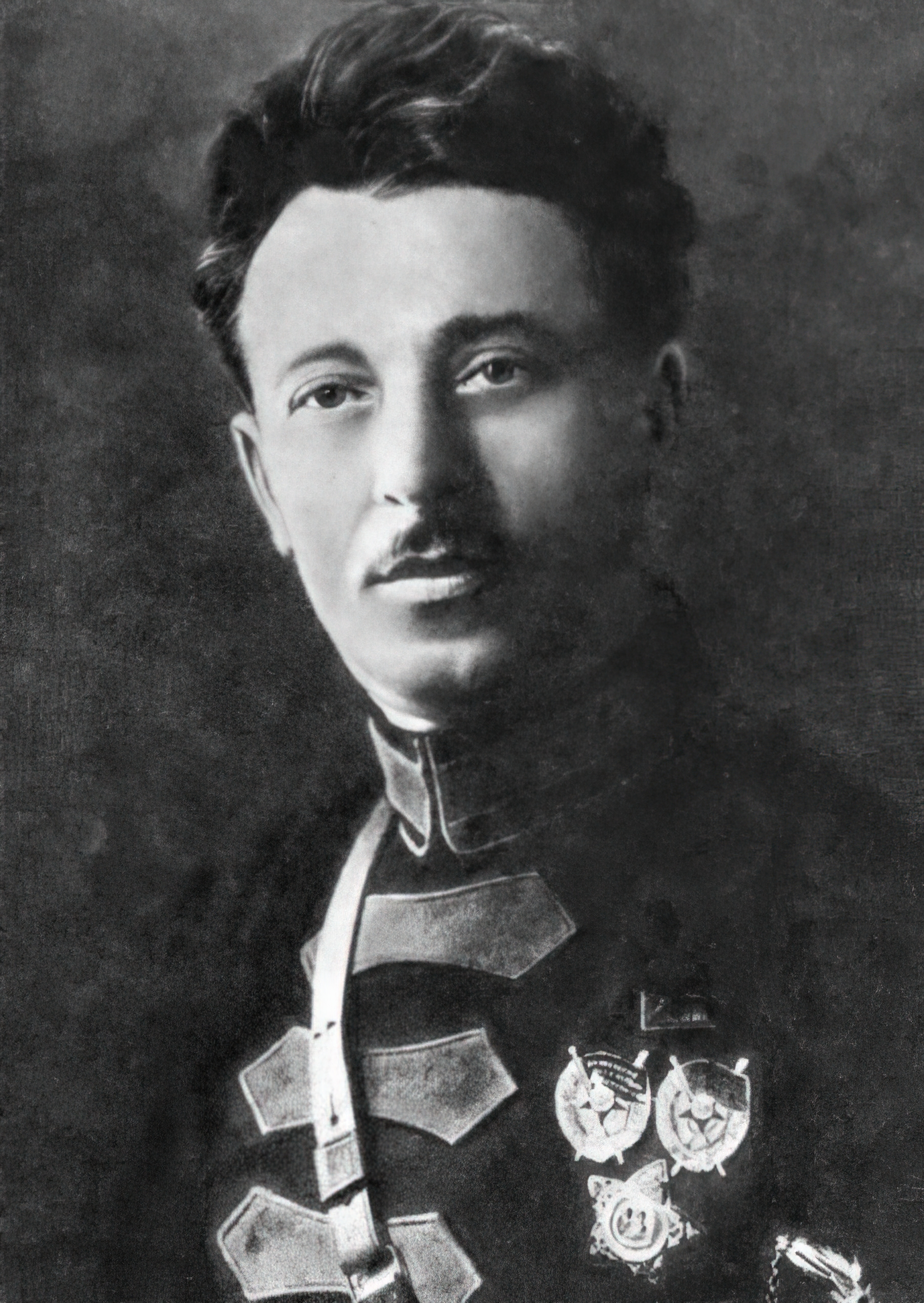
هایک بژشکیان فرمانده گردان ششم واحد داوطلب ارمنی
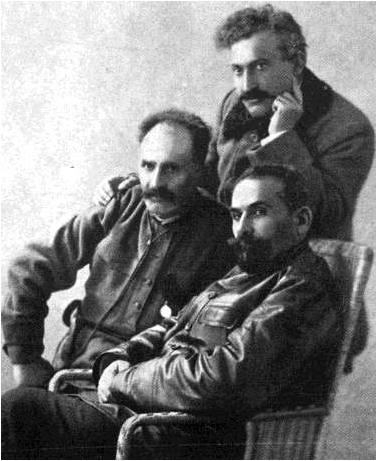
سارگیس مهرابیان فرمانده هنگ آرارات (نشسته از چپ)

## جنگ‌های واحدهای داوطلب ارمنی
اولین گردان‌های داوطلب در ماه نوامبر ۱۹۱۴ عازم جبهه جنگ شدند. گردان یکم در مسیر خوی ـ دیلمقان ـ وان، گردان دوم در مسیر ایغدیر ـ دغوبایزید ـ مرادیه ـ وان، گردان سوم در مسیر کاقیزمان ـ الشکیرت ـ ملازگرد ـ بتلیس و گردان چهارم در مسیر ساری‌قمیش ـ ارزروم می‌جنگیدند.

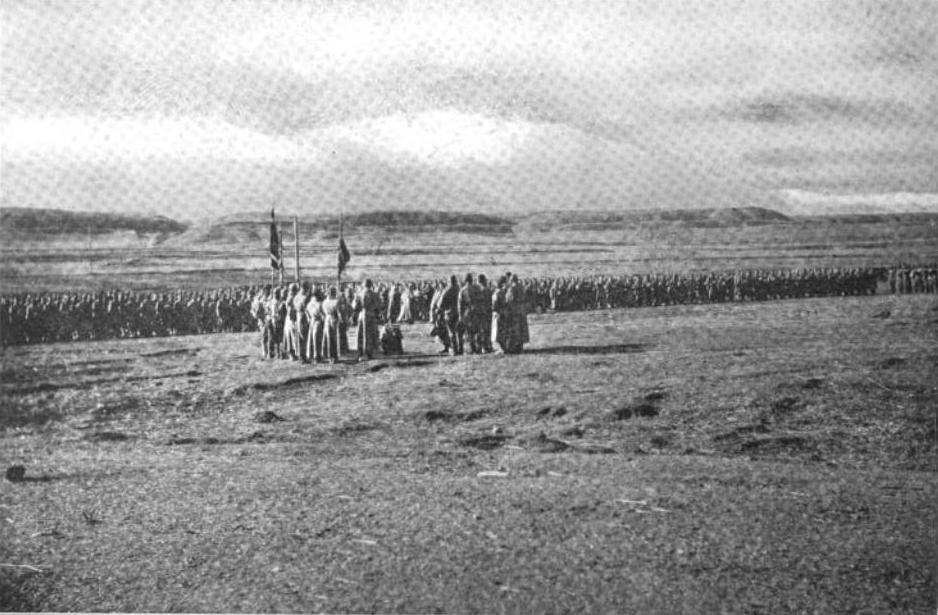
نیروهای آندرانیک در بتلیس

گردان یکم بخاطر رشادتهای رزمی خود معروف بود. این گردان در ماه آوریل ۱۹۱۵ جنگ‌های پیروزمندانه‌ای در حوالی شهر دیلمقان شهرستان سلماس، در مسیر وان انجام داد و به همراه نیروهای روسی، سپاه ۱۲ هزار نفری هلیل بیگ را به کل متلاشی کرد.
با این پیروزی، پیشروی نیروهای تُرک به ماوراء قفقاز متوقف شد. جوخه گردان با تعقیب هلیل بیگ، از مرز ایران ـ ترکیه گذشت و ضربه جدیدی به تُرک‌ها در گردنه خاناسور وارد کرده و وارد باش‌قلعه شد؛ با این کار، از رسیدن نیروهای کمکی تُرک به سپاهیان جودت بیگ که در حال حمله به وان بودند جلوگیری شد. در ۱۷ می ۱۹۱۵، «هنگ آرارات» به فرماندهی سارگیس مهرابیان در ترکیب سپاه ژنرال نیکلای نیکلایویچ، اولین هنگی بود که وارد وان شد. پس از آزادسازی وان، چهار گردان داوطلب ارمنی در ترکیب سپاه «ژنرال تروخین»، جنگ‌های سختی در بخش جنوبی دریاچه وان انجام دادند و با شکستن مقاومت دشمن، بسمت موش و بتلیس حرکت کردند. در ۹ ژوئیه ۱۹۱۵ تیپ ضربتی تشکیل شده در جناح راست سپاه سوم تُرک‌ها (شامل حدود ۱۱ لشکر)، در امتداد ملازگرد ـ الشکیرت بر روی سپاه چهارم نیروهای روسی در قفقاز حمله کرده، با شکستن مقاومت روسها، شروع به پیشروی نمود و تهدید جدی برای محاصره وان از شمال غرب ایجاد کرد؛ نیروهای روسی عقب‌نشینی کردند. مهاجرت ارمنیان وان بسمت ماوراء قفقاز آغاز شد. در این برهه زمانی سرنوشت ساز، نیروهای داوطلب به کمک رسیدند و ۲۰۰ مهاجر استان وان را به مرز روسیه ـ ترکیه رساندند. در سال‌های ۱۹۱۶–۱۹۱۵ گردان‌های داوطلب خدمات بسیاری به سپاه روس‌ها در قفقاز در طی آزادسازی بخش بزرگی از ارمنستان غربی انجام دادند.

## سرنوشت واحدهای داوطلب ارمنی
فرماندهی ارتش روسیه در عین تقدیر از مساعدت‌ها و فداکاری‌های نیروهای داوطلب ارمنی، نسبت به آن‌ها با بی‌اعتمادی برخورد می‌کرد. دورنمای استقلال ارمنستان غربی در برنامه‌های حکومت روسیه وجود نداشت؛ به همین دلیل آن‌ها مخالف یکپارچه شدن گردان‌های داوطلب ارمنی بودند. حتی در ماه دسامبر ۱۹۱۵، فرماندهی کل، گردان‌های داوطلب را منحل کرد و پیرو آن، گردان تفنگدار ارمنی در واحدهای نظامیشان ایجاد نمود. این سیاست باعث شد تا نارضایتی شدید در میان داوطلبان ایجاد شود. با وجود این، گردان‌های تازه تأسیس ارمنی که به پیروزی سلاح روسی اعتقاد داشتند، مشارکت فعالی در نبردهای صورت گرفته در ارمنستان غربی و ایران بعمل آوردند(۱۹۱۶–۱۹۱۷).

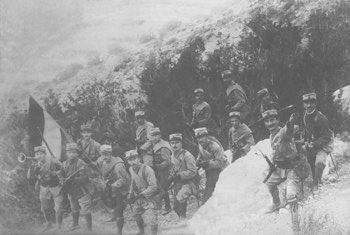
لژیون‌های ارمنی در ارتش فرانسه

گردان‌های داوطلبی ارمنی حتی در ارتش‌های کشورهای تفاهم مثلث نیز قهرمانانه می‌جنگیدند. لژیون ارمنی تشکیل شده از نیروهای داوطلب ارمنی (یا لژیون غربی) در عملیات‌های انجام شده علیه ترکیه در خاور نزدیک شرکت داشت و اولین پیروزی آن در جبهه آرارا (۱۹۱۸) حاصل شد که به اضمحلال نهایی سپاهیان تُرک کمک کرد. سپس در جنگ‌های صورت گرفته برای سوریه و لبنان و عملیات نظامی برای کیلیکیه نیز شرکت نمود.
پس از انقلاب فوریه ۱۹۱۷، فرماندهی ارتش روسیه با توجه به اهمیت حفظ جبهه جنگ، دست به اقدامات تکمیلی برای ترمیم گردان‌های ارمنی و مسلح کردن آن‌ها زد. پس از انقلاب اکتبر، روسیه ترک مخاصمه نمود و نیروهایش را از جبهه قفقاز خارج کرد. گردان‌های جدید داوطلب تشکیل شده از گردان‌های داوطلبی قبلی و نظامیان ارمنی ارتش روسیه تا مدتی در جنگ‌های نابرابر در برابر نیروهای تُرک مقاومت کردند. نیروهای تُرک با زیر پا گذاشتن آتش‌بس منعقد شده در ۵ دسامبر ۱۹۱۷ در یرزینکا، دست به حمله زده و ارمنستان غربی را مجدداً اشغال نمودند.
در پاییز ۱۹۱۸، جنگ جهانی اول با پیروزی تفاهم مثلث و شکست ترکیه به پایان رسید. بلشویک‌ها و ارمنی‌های طرفدار بلشویک مخالف جنبش داوطلب ارمنی بودند و آن را محصول ماجراجویی بورژوازی و احزاب ارمنی و سوءاستفاده از ایده پر طرفدار آزاد سازی ارمنستان غربی از یوغ تُرک‌ها می‌دانستند. ارزیابی این چنینی از جنبش داوطلبی ارمنی منشأ گرفته از این تز بلشویکی بود که تنها راه آزاد سازی ملت ارمنی و سایر ملت‌ها انقلاب سوسیالیستی است در حالیکه جنبش داوطلب ارمنی به‌طور عینی به پیروزی ارتش روسیه و نتیجتاً تثبیت تزاریسم کمک می‌کرد. درحالی که در واقع، هدف بنیادی گردان‌های داوطلب ارمنی و بعدها واحدهای نظامی منظم ارمنی، حفظ بقای فیزیکی ارمنیان و آزادسازی ارمنستان غربی بود.

## واحدهای نظامی منظم ارمنی
اولین واحدهای نظامی منظم ارمنی در زمان اولین جمهوری ارمنستان تشکیل شد؛ این واحد نظامی در جنگ‌های (نبرد سارداراباد، نبرد قره کلیسا، نبرد آباران، جنگ ارمنستان–جمهوری آذربایجان و جنگ ارمنستان–ترکیه) شرکت نمود که فرماندهی این نیروه‌ها را ژنرال‌های ارمنی (ژنرال تُوْماس نازاربکیان، ژنرال کریستاپور آراراتیان، ژنرال پوغوس پیرومیان، ژنرال مؤسس سیلیکیان، سرکیس جپجیان و دانیل پیرومیان) آموزش دیده در ارتش روسیه را برعهده داشتند.

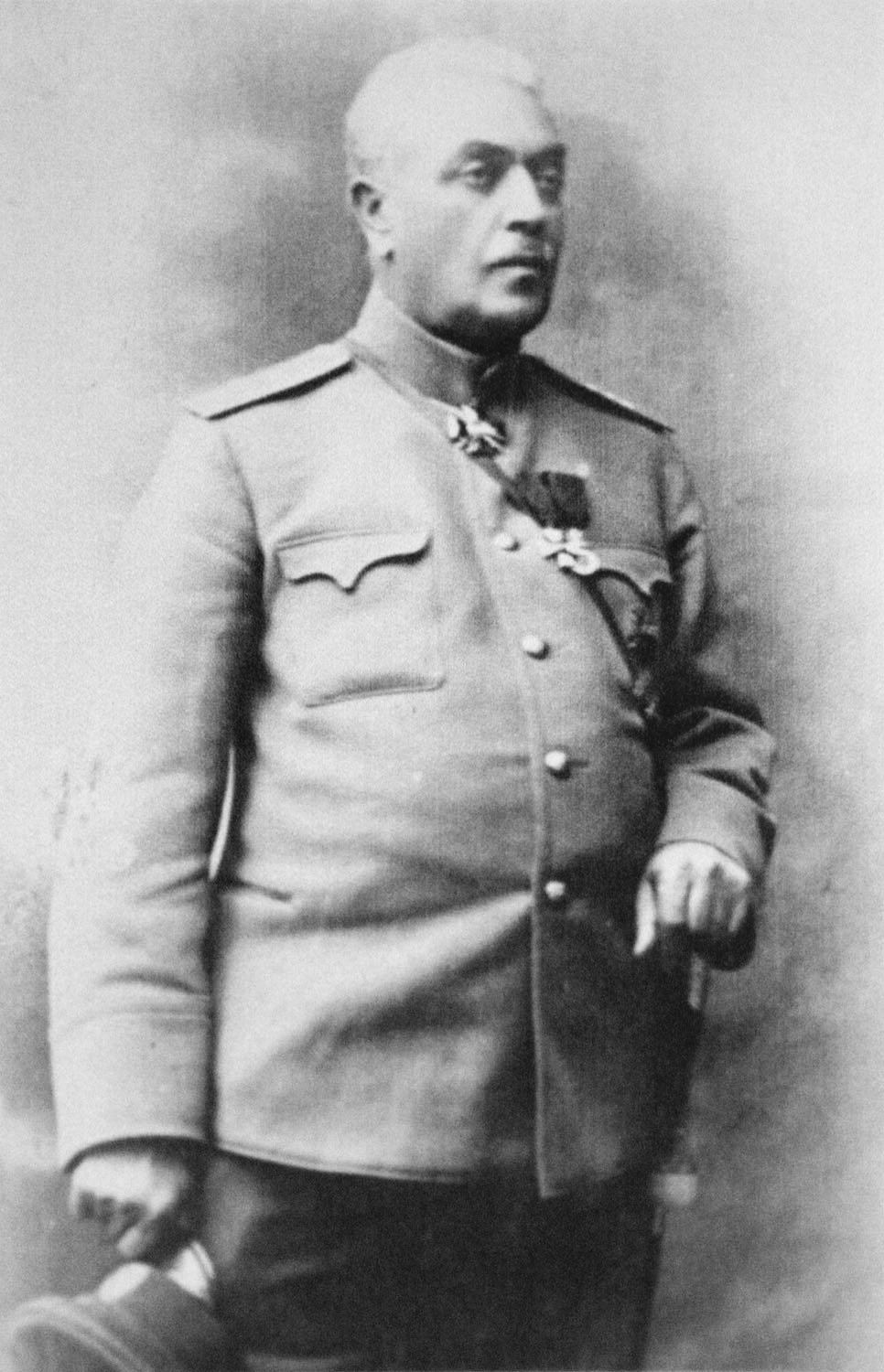
ژنرال تُوْماس نازاربکیان
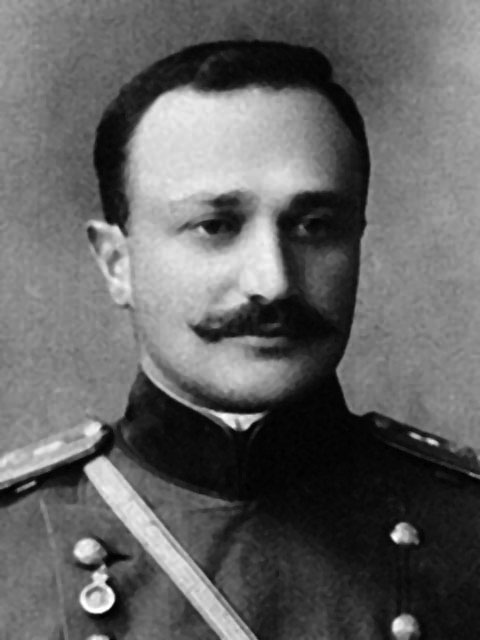
ژنرال کریستوپور آراراتیان
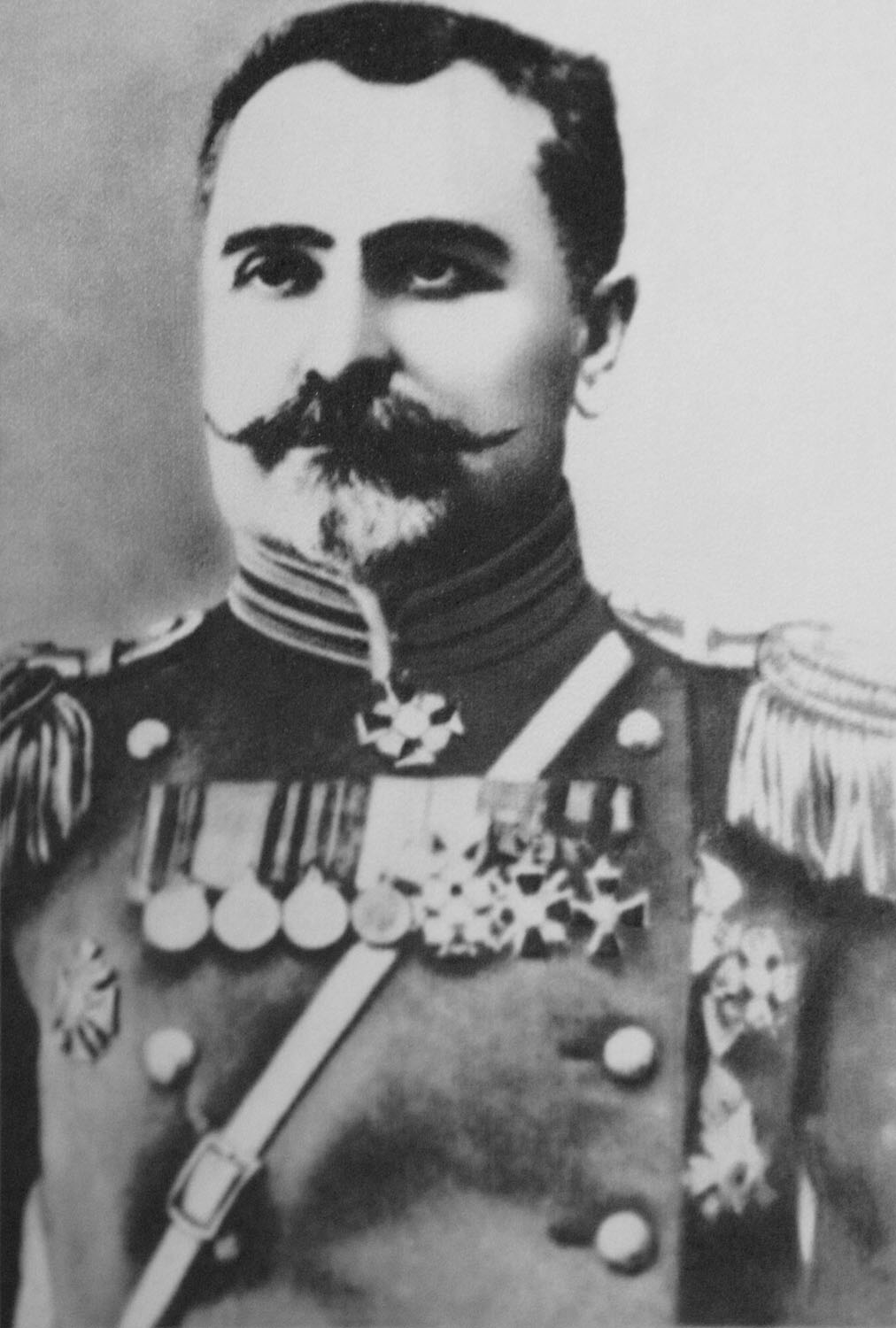
پوغوس پیرومیان
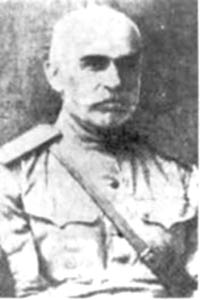
مُوْسِس سیلیکیان

## جنبش آزادی‌بخش ملی ارمنی
جنبش آزادی‌بخش ملی ارمنی (به ارمنی: Հայ ազգային-ազատագրական շարժում)، (به انگلیسی: Armenian national liberation movement) جنبشی است که هدف آن ایجاد یک ارمنستان متحد و مستقل بود. مجموعه‌ای از عوامل مانند؛ جنبش‌های اجتماعی و فرهنگی که باعث ایجاد بیداری ملی ارمنی شد؛ و عوامل سیاسی و نظامی در طی و پیش از جنگ جهانی اول باعث به وجود آمدن جنبش آزادی‌بخش ملی ارمنی شود.
جنبش ملی ارمنی در اوایل ۱۸۶۰ میلادی تحت تأثیر عصر روشنگری و در زمان ظهور ناسیونالیسم امپراتوری عثمانی، به وجود آمد. عوامل مختلف و مؤثری در ظهور جنبش ملی ارمنی شبیه جنبش کشورهای بالکان و به ویژه بین یونانیان ایجاد شد نقش داشته‌است.
روشنفکران، نویسندگان، فیلسوفان و کشیش‌ها (خریمیان هایریک، مخیتار سباستاتسی)؛ نقش مؤثری در بیداری ملی ارمنی داشتند و آنان به دنبال بهبود و اصلاحات در شش ولایت ارمنی بودند و فدایی ارمنی دفاع از مردم در مقابل نیروهای عثمانی را برعهده داشتند، اما عملاً طرح اصلاحات برای بهبود وضع ساکنین ارمنی شکست خورد؛ و عاملی شد تا ارمنیان به فکر ایجاد یک حکومت مستقل در مناطق ارمنی‌نشین تحت کنترل دولت عثمانی و ارمنستان روسیه شدند.
از اواخر ۱۸۸۰ میلادی جنبش ارمنی منجرب به درگیری‌های مسلحانه با نیروهای نظامی عثمانی و گروهای نامنظم کُرد به رهبری سه حزب ارمنی در مناطق ارمنی‌نشین عثمانی شد. ارمنیان به‌طور طبیعی روسیه را متحد خود در مبارزه با دولت عثمانی می‌دیدند؛ با این حال روس‌ها همچنین یک سیاست ظالمانه‌ای را در قفقاز ضد ارمنیان (ارمنستان روسیه)، دنبال می‌کردند. پس از شکست دولت عثمانی در جنگ اول بالکان و تحت فشار اروپا و روسیه مجبور به اصلاحاتی در مناطق ارمنی‌نشین شد ولی با آغاز جنگ جهانی اول این اصلاحات عملاً قطع شد.
در طی جنگ جهانی اول ارمنی‌های ساکن امپراتوری عثمانی به‌طور سیستماتیک توسط دولت وقت نابود شدند؛ براساس برخی برآوردها طی سال‌های ۱۸۹۴ تا ۱۹۲۳ میلادی بین ۱/۵ تا ۲ میلیون نفر کشته شدند.
در ۲۵ فوریه ۱۹۱۵ میلادی انورپاشا براساس دستور العمل شماره ۸۶۸۲ دستور حذف تمامی سربازان و افسران ارمنی در ارتش عثمانی را صادر نمود در مقابل ده‌ها هزار ارمنی ساکن قفقاز و روسیه به واحدهای داوطلب ارمنی پیوستند. روسیه در سال ۱۹۱۷ میلادی بسیاری از مناطق ارمنی‌نشین عثمانی را تحت کنترل داشت ولی پس از انقلاب اکتبر و خروج نیروهای نظامی روسیه از آن مناطق، واحدهای منظم ارمنی در آن مناطق مستقر شد و بعد از نبرد سارداراباد در ۲۸ مه ۱۹۱۸ کشور ارمنستان اعلام استقلال نمود و اولین جمهوری ارمنستان تشکیل شد.
در سال ۱۹۲۰ میلادی بلشویکها در روسیه و مجلس کبیر ملی ترکیه به قدرت رسیدند. در حالی که ارتش سرخ وارد ایروان شده بود، در سوی دیگر انقلابیون تُرک موفق به اشغال ارمنستان غربی شدند. در سال ۱۹۲۱ میلادی معاهده دوستی به نام عهدنامه مسکو بین بلشویک‌ها و مجلس کبیر ملی ترکیه به امضاء رسید؛ در نتیجه ارمنستان شرقی ضمیمه اتحاد جماهیر شوروی سوسیالیستی شد و صدها هزار نفر از ارمنیان، ارمنستان غربی در نتیجه نسل‌کشی و ارمنی ستیزی دولت مصطفی کمال آتاترک به کشورهای همجوار و آمریکا، اروپا مهاجرت کردند و جامعه‌ای به نام جماعت ارمنیان پراکنده را تشکیل دادند. جمهوری سوسیالیستی ارمنستان شوروی در سال ۱۹۹۱ میلادی فروپاشید و متاعقب آن جمهوری ارمنستان تأسیس گردید.